# Россия на летних Олимпийских играх 2000
Сборная России была представлена на летних Олимпийских играх 2000 года в Сиднее Олимпийским Комитетом России. В неофициальном общекомандном зачёте сборная России заняла второе место, уступив сборной США.

## Общее описание
Спортсменами России было завоёвано 89 медалей в 22 видах спорта, из них 32 золотые в 14 видах: борьбе, спортивной гимнастике, легкой атлетике, фехтовании, боксе, художественной гимнастике, прыжках в воду, стрельбе, велоспорте, современном пятиборье, гандболе и, впервые в истории, в теннисе, прыжках на батуте и синхронном плавании. Медали были завоёваны также в волейболе, дзюдо, тяжёлой атлетике, водном поло, гребле на байдарках и каноэ, академической гребле, плавании и, впервые в истории, в тхэквондо. Борцы взяли 6 золотых медалей (4 на счету вольников и 2 у греко-римлян), гимнасты выиграли 5 золотых медалей.
Алексей Немов как и в Атланте-1996 выиграл 2 золотые, 1 серебряную и три бронзовые медали (золото было выиграно в абсолютном первенстве и на перекладине), доведя число своих золотых олимпийских медалей до 4, а общее количество до 12. Два золота завоевала 18-летняя Елена Замолодчикова, победившая в опорном прыжке и на вольных упражнениях. Светлана Хоркина также стала двукратной олимпийской чемпионкой, выиграв на вторых играх подряд разновысокие брусья.
Три золота принесли фехтовальщики, двукратным олимпийским чемпионом стал саблист Сергей Шариков, а Станислав Поздняков четырёхкратным. Павел Колобков выиграл в личном турнире шпажистов, лишь пятая его медаль на Олимпиадах стала золотой. Ещё одну золотую медаль принесли шпажистки, выигравшие командные соревнования.
Три золота было выиграно в лёгкой атлетике, у мужчин и женщин в соревнованиях по прыжкам в высоту первенствовали россияне — Сергей Клюгин и Елена Елесина. Впервые в истории были выиграны золотые награды в прыжках на батуте: у мужчин победил Александр Москаленко, а у женщин Ирина Караваева.
Россиянки впервые в истории завоевали золото в синхронном плавании, выиграв и дуэт и группу. Ольга Брусникина и Мария Киселёва стали двукратными олимпийскими чемпионками.
Боксёр Олег Саитов стал двукратным олимпийским чемпионом.
Прыгун в воду Дмитрий Саутин стал двукратным олимпийским чемпионом и выиграл медали во всех четырёх видах программы (1-1-2). Первое за 20 лет женское золото в этом виде спорта добыли в синхронных прыжках Вера Ильина и Юлия Пахалина.
Впервые в истории женская сборная России выиграла командное первенство в художественной гимнастике.
Олимпийским чемпионом по теннису стал Евгений Кафельников.
Дмитрий Сватковский выиграл личное первенство в пятиборье.
Сенсационную победу в шоссейных велогонках одержал Вячеслав Екимов, спустя 12 лет ставший двукратным олимпийским чемпионом.
Золото принесла мужская гандбольная сборная России, вратарь Андрей Лавров стал трёхкратны олимпийским чемпионом.
Серебряные медали выиграли мужская и женская волейбольные команды и мужская ватерпольная.
Впервые в истории медаль выиграли ватерполистки (бронза).
Впервые в истории была выиграна медаль в тхэквондо — серебро выиграла Наталья Иванова.

## Медалисты
| Медаль  | Спортсмен | Вид спорта                  | Дисциплина                                   | Дата        |
| ------- | --- | --------------------------- | -------------------------------------------- | ----------- |
| Золото  | Павел Колобков | Фехтование                  | мужчины, шпага                               | 16 сентября |
| Золото  | Карина Азнавурян | Фехтование                  | женщины, командная шпага                     | 19 сентября |
| Золото  | Оксана Ермакова | Фехтование                  | женщины, командная шпага                     | 19 сентября |
| Золото  | Татьяна Логунова | Фехтование                  | женщины, командная шпага                     | 19 сентября |
| Золото  | Мария Мазина | Фехтование                  | женщины, командная шпага                     | 19 сентября |
| Золото  | Алексей Немов | Спортивная гимнастика       | мужчины, личное многоборье                   | 20 сентября |
| Золото  | Сергей Алифиренко | Стрельба                    | мужчины, скорострельный пистолет, 25 м       | 21 сентября |
| Золото  | Ирина Караваева | Прыжки на батуте            | женщины                                      | 22 сентября |
| Золото  | Александр Москаленко | Прыжки на батуте            | мужчины                                      | 23 сентября |
| Золото  | Вера Ильина | Прыжки в воду               | женщины, трамплин 3 м, синхронные прыжки     | 23 сентября |
| Золото  | Юлия Пахалина | Прыжки в воду               | женщины, трамплин 3 м, синхронные прыжки     | 23 сентября |
| Золото  | Игорь Лукашин | Прыжки в воду               | мужчины, вышка 10 м, синхронные прыжки       | 23 сентября |
| Золото  | Дмитрий Саутин | Прыжки в воду               | мужчины, вышка 10 м, синхронные прыжки       | 23 сентября |
| Золото  | Сергей Шариков | Фехтование                  | мужчины, командная сабля                     | 24 сентября |
| Золото  | Алексей Фросин | Фехтование                  | мужчины, командная сабля                     | 24 сентября |
| Золото  | Станислав Поздняков | Фехтование                  | мужчины, командная сабля                     | 24 сентября |
| Золото  | Сергей Клюгин | Лёгкая атлетика             | мужчины, прыжок в высоту                     | 24 сентября |
| Золото  | Светлана Хоркина | Спортивная гимнастика       | женщины, разновысокие брусья                 | 24 сентября |
| Золото  | Елена Замолодчикова | Спортивная гимнастика       | женщины, опорный прыжок                      | 24 сентября |
| Золото  | Елена Замолодчикова | Спортивная гимнастика       | женщины, вольные упражнения                  | 25 сентября |
| Золото  | Алексей Немов | Спортивная гимнастика       | мужчины, перекладина                         | 25 сентября |
| Золото  | Ольга Брусникина | Синхронное плавание         | дуэты                                        | 26 сентября |
| Золото  | Мария Киселёва | Синхронное плавание         | дуэты                                        | 26 сентября |
| Золото  | Вартерес Самургашев | Греко-римская борьба        | мужчины, греко-римская борьба, до 63 кг      | 26 сентября |
| Золото  | Мурат Карданов | Греко-римская борьба        | мужчины, греко-римская борьба, до 76 кг      | 26 сентября |
| Золото  | Ирина Привалова | Лёгкая атлетика             | женщины, 400 м с барьерами                   | 27 сентября |
| Золото  | Евгений Кафельников | Теннис                      | мужчины, одиночный разряд                    | 28 сентября |
| Золото  | Елена Антонова | Синхронное плавание         | группы                                       | 29 сентября |
| Золото  | Елена Азарова | Синхронное плавание         | группы                                       | 29 сентября |
| Золото  | Ольга Брусникина | Синхронное плавание         | группы                                       | 29 сентября |
| Золото  | Мария Киселёва | Синхронное плавание         | группы                                       | 29 сентября |
| Золото  | Ольга Новокщёнова | Синхронное плавание         | группы                                       | 29 сентября |
| Золото  | Ирина Першина | Синхронное плавание         | группы                                       | 29 сентября |
| Золото  | Елена Соя | Синхронное плавание         | группы                                       | 29 сентября |
| Золото  | Юлия Васильева | Синхронное плавание         | группы                                       | 29 сентября |
| Золото  | Ольга Васюкова | Синхронное плавание         | группы                                       | 29 сентября |
| Золото  | Вячеслав Екимов | Велоспорт                   | мужчины, гонка с раздельным стартом на шоссе | 30 сентября |
| Золото  | Олег Саитов | Бокс                        | мужчины, до 67 кг                            | 30 сентября |
| Золото  | Дмитрий Сватковский | Современное пятиборье       | мужчины                                      | 30 сентября |
| Золото  | Мурад Умаханов | Вольная борьба              | мужчины, вольная борьба, до 63 кг            | 30 сентября |
| Золото  | Сагид Муртазалиев | Вольная борьба              | мужчины, вольная борьба, до 97 кг            | 30 сентября |
| Золото  | Ирина Белова | Художественная гимнастика   | групповое многоборье                         | 30 сентября |
| Золото  | Елена Шаламова | Художественная гимнастика   | групповое многоборье                         | 30 сентября |
| Золото  | Наталья Лаврова | Художественная гимнастика   | групповое многоборье                         | 30 сентября |
| Золото  | Мария Нетёсова | Художественная гимнастика   | групповое многоборье                         | 30 сентября |
| Золото  | Вера Шиманская | Художественная гимнастика   | групповое многоборье                         | 30 сентября |
| Золото  | Ирина Зильбер | Художественная гимнастика   | групповое многоборье                         | 30 сентября |
| Золото  | Елена Елесина | Лёгкая атлетика             | женщины, прыжки в высоту                     | 30 сентября |
| Золото  | Дмитрий Филиппов | Гандбол                     | мужской турнир                               | 30 сентября |
| Золото  | Вячеслав Горпишин | Гандбол                     | мужской турнир                               | 30 сентября |
| Золото  | Олег Ходьков | Гандбол                     | мужской турнир                               | 30 сентября |
| Золото  | Эдуард Кокшаров | Гандбол                     | мужской турнир                               | 30 сентября |
| Золото  | Денис Кривошлыков | Гандбол                     | мужской турнир                               | 30 сентября |
| Золото  | Василий Кудинов | Гандбол                     | мужской турнир                               | 30 сентября |
| Золото  | Станислав Кулинченко | Гандбол                     | мужской турнир                               | 30 сентября |
| Золото  | Дмитрий Кузелев | Гандбол                     | мужской турнир                               | 30 сентября |
| Золото  | Андрей Лавров | Гандбол                     | мужской турнир                               | 30 сентября |
| Золото  | Игорь Лавров | Гандбол                     | мужской турнир                               | 30 сентября |
| Золото  | Сергей Погорелов | Гандбол                     | мужской турнир                               | 30 сентября |
| Золото  | Павел Сукосян | Гандбол                     | мужской турнир                               | 30 сентября |
| Золото  | Дмитрий Торгованов | Гандбол                     | мужской турнир                               | 30 сентября |
| Золото  | Александр Тучкин | Гандбол                     | мужской турнир                               | 30 сентября |
| Золото  | Лев Воронин | Гандбол                     | мужской турнир                               | 30 сентября |
| Золото  | Александр Лебзяк | Бокс                        | до 81кг                                      | 1 октября   |
| Золото  | Адам Сайтиев | Вольная борьба              | до 85 кг                                     | 1 октября   |
| Золото  | Юлия Барсукова | Художественная гимнастика   | личное многоборье                            | 1 октября   |
| Золото  | Давид Мусульбес | Вольная борьба              | до 130 кг                                    | 1 октября   |
| Серебро | Любовь Брулетова | Дзюдо                       | женщины, до 48 кг                            | 16 сентября |
| Серебро | Артём Хаджибеков | Стрельба                    | Мужчины пневматическая винтовка 10м          | 18 сентября |
| Серебро | Валентина Попова | Тяжёлая атлетика            | Женщины до 63кг                              | 19 сентября |
| Серебро | Анна Чепелева, Светлана Хоркина Анастасия Колесникова, Екатерина Лобазнюк Елена Продунова, Елена Замолодчикова                                                                                              | Спортивная гимнастика       | женщины командное первенство                 | 19 сентября |
| Серебро | Оксана Гришина | Велоспорт                   | Женщины спринт                               | 20 сентября |
| Серебро | Александр Попов | Плавание                    | Мужчины 100 м вольным стилем                 | 20 сентября |
| Серебро | Татьяна Голдобина | Стрельба                    | женщины винтовка с трёх позиций 50м          | 20 сентября |
| Серебро | Светлана Дёмина | Стрельба                    | Женщины скит                                 | 21 сентября |
| Серебро | Татьяна Лебедева | Лёгкая атлетика             | Женщины тройной прыжок                       | 24 сентября |
| Серебро | Алексей Немов | Спортивная гимнастика       | мужчины вольные упражнения                   | 24 сентября |
| Серебро | Елена Прохорова | Лёгкая атлетика             | Женщины семиборье                            | 24 сентября |
| Серебро | Алексей Бондаренко | Спортивная гимнастика       | Мужчины опорный прыжок                       | 25 сентября |
| Серебро | Екатерина Лобазнюк | Спортивная гимнастика       | Женщины бревно                               | 25 сентября |
| Серебро | Светлана Хоркина | Спортивная гимнастика       | Женщины вольные упражнения                   | 25 сентября |
| Серебро | Александр Карелин | Греко-римская борьба        | Мужчины до 130кг                             | 27 сентября |
| Серебро | Елена Дементьева | Теннис                      | Женщины одиночный разряд                     | 28 сентября |
| Серебро | Александр Доброскок Дмитрий Саутин | Прыжки в воду               | Мужчины синхрон трамплин 3м                  | 28 сентября |
| Серебро | Лариса Пелешенко | Лёгкая атлетика             | Женщины толкание ядра                        | 28 сентября |
| Серебро | Ольга Кузенкова | Лёгкая атлетика             | Женщины метание молота                       | 29 сентября |
| Серебро | Гайдарбек Гайдарбеков | Бокс                        | До 75кг                                      | 30 сентября |
| Серебро | Султан Ибрагимов | Бокс                        | До 91кг                                      | 30 сентября |
| Серебро | Наталья Иванова | Тхэквондо                   | Женщины +67кг                                | 30 сентября |
| Серебро | Раимкуль Малахбеков | Бокс                        | До 54кг                                      | 30 сентября |
| Серебро | Евгения Артамонова, Анастасия Кодирова Соколова, Екатерина Гамова Елена Година, Татьяна Грачёва Наталья Морозова, Ольга Поташова Коркмаз, Елизавета Тищенко Елена Тюрина, Елена Василевская                 | Волейбол                    | Женщины волейбол                             | 30 сентября |
| Серебро | Максим Опалев | Гребля на байдарках и каноэ | Мужчины Каноэ-одиночки, 500м                 | 1 октября   |
| Серебро | Арсен Гитинов | Вольная борьба              | Мужчины до 69кг                              | 1 октября   |
| Серебро | Роман Балашов, Дмитрий Дугин Сергей Гарбузов, Дмитрий Горшков Николай Козлов, Николай Максимов Андрей Рекечинский, Дмитрий Стратан Реваз Чомахидзе, Юрий Яцев Александр Ерышов, Марат Закиров Ирек Зиннуров | Водное поло                 | Мужчины водное поло                          | 1 октября   |
| Серебро | Александр Герасимов, Валерий Горюшев Алексей Казаков, Вадим Хамутцких Алексей Кулешов, Евгений Митьков Руслан Олихвер, Илья Савельев Игорь Шулепов, Сергей Тетюхин Константин Ушаков, Роман Яковлев         | Волейбол                    | Мужчины волейбол                             | 1 октября   |
| Бронза  | Роман Слуднов | Плавание                    | мужчины, 100 м брассом                       | 17 сентября |
| Бронза  | Евгений Алейников | Стрельба                    | мужчины пневматическая винтовка 10м          | 18 сентября |
| Бронза  | Максим Алёшин, Алексей Бондаренко Дмитрий Древин, Николай Крюков Алексей Немов, Евгений Подгорный | Спортивная гимнастика       | Мужчины командное первенство                 | 18 сентября |
| Бронза  | Алексей Марков | Велоспорт                   | Мужчины гонка по очкам                       | 20 сентября |
| Бронза  | Мария Феклистова | Стрельба                    | Женщины винтовка с трёх позиций 50м          | 20 сентября |
| Бронза  | Дмитрий Шевченко | Фехтование                  | Мужчины рапира личное первенство             | 20 сентября |
| Бронза  | Ольга Слюсарева | Велоспорт                   | Женщины гонка по очкам                       | 21 сентября |
| Бронза  | Юрий Стёпкин | Дзюдо                       | Мужчины до 100кг                             | 21 сентября |
| Бронза  | Владимир Андреев | Лёгкая атлетика             | мужчины ходьба 20км                          | 22 сентября |
| Бронза  | Тамерлан Тменов | Дзюдо                       | Мужчины свыше 100кг                          | 22 сентября |
| Бронза  | Сергей Макаров | Лёгкая атлетика             | мужчины метание копья                        | 23 сентября |
| Бронза  | Марина Акобия, Екатерина Аникеева Софья Конух, Мария Королёва Наталья Кутузова, Светлана Кузина Татьяна Петрова, Юлия Петрова Галина Рытова, Елена Смурова Елена Токун, Ирина Толкунова Екатерина Васильева | Водное поло                 | Женщины водное поло                          | 23 сентября |
| Бронза  | Екатерина Лобазнюк | Спортивная гимнастика       | Женщины опорный прыжок                       | 24 сентября |
| Бронза  | Алексей Немов | Спортивная гимнастика       | Мужчины конь                                 | 24 сентября |
| Бронза  | Алексей Петров | Тяжёлая атлетика            | Мужчины до 94 кг                             | 24 сентября |
| Бронза  | Оксана Дороднова Ирина Федотова Юлия Левина Лариса Мерк | Академическая гребля        | Женщины, четвёрка парная                     | 24 сентября |
| Бронза  | Денис Капустин | Лёгкая атлетика             | мужчины тройной прыжок                       | 25 сентября |
| Бронза  | Алексей Немов | Спортивная гимнастика       | Мужчины параллельные брусья                  | 25 сентября |
| Бронза  | Елена Продунова | Спортивная гимнастика       | Женщины бревно                               | 25 сентября |
| Бронза  | Дмитрий Саутин | Прыжки в воду               | Мужчины трамплин 3м                          | 26 сентября |
| Бронза  | Андрей Чемеркин | Тяжёлая атлетика            | Мужчины свыше 105кг                          | 26 сентября |
| Бронза  | Алексей Глушков | Греко-римская борьба        | Мужчины до 69кг                              | 27 сентября |
| Бронза  | Максим Тарасов | Лёгкая атлетика             | Мужчины прыжки с шестом                      | 29 сентября |
| Бронза  | Татьяна Котова | Лёгкая атлетика             | Женщины прыжки в длину                       | 29 сентября |
| Бронза  | Александр Малетин | Бокс                        | До 60кг                                      | 30 сентября |
| Бронза  | Дмитрий Саутин | Прыжки в воду               | Мужчины вышка 10м                            | 30 сентября |
| Бронза  | Светлана Гончаренко, Ольга Котлярова Наталья Назарова, Ирина Привалова Юлия Сотникова, Олеся Зыкина | Лёгкая атлетика             | женщины эстафета 4x400м                      | 30 сентября |
| Бронза  | Камиль Джамалутдинов | Бокс                        | До 57кг                                      | 1 октября   |
| Бронза  | Алина Кабаева | Художественная гимнастика   | личное многоборье                            | 1 октября   |

### Медали по полу
| Пол     | 1  | 2  | 3  | Всего |
| Мужчины | 20 | 13 | 20 | 53    |
| Женщины | 12 | 15 | 9  | 36    |
| Всего   | 32 | 28 | 29 | 89    |

### Медали по дням
| Медали по дням | Медали по дням | Медали по дням | Медали по дням | Медали по дням | Медали по дням | Медали по дням |
| -------------- | -------------- | -------------- | -------------- | -------------- | -------------- | -------------- |
| День           | Дата           | 1              | 2              | 3              | Итого          |                |
| День 0         | 15 сентября    | —              | —              | —              | —              |                |
| День 1         | 16 сентября    | 1              | 1              | 0              | 2              |                |
| День 2         | 17 сентября    | 0              | 0              | 1              | 1              |                |
| День 3         | 18 сентября    | 0              | 1              | 2              | 3              |                |
| День 4         | 19 сентября    | 1              | 2              | 0              | 3              |                |
| День 5         | 20 сентября    | 1              | 3              | 3              | 7              |                |
| День 6         | 21 сентября    | 1              | 1              | 2              | 4              |                |
| День 7         | 22 сентября    | 1              | 0              | 2              | 3              |                |
| День 8         | 23 сентября    | 3              | 0              | 2              | 5              |                |
| День 9         | 24 сентября    | 4              | 3              | 4              | 11             |                |
| День 10        | 25 сентября    | 2              | 3              | 3              | 8              |                |
| День 11        | 26 сентября    | 3              | 0              | 2              | 5              |                |
| День 12        | 27 сентября    | 1              | 1              | 1              | 3              |                |
| День 13        | 28 сентября    | 1              | 3              | 0              | 4              |                |
| День 14        | 29 сентября    | 1              | 1              | 2              | 4              |                |
| День 15        | 30 сентября    | 8              | 5              | 3              | 16             |                |
| День 16        | 1 октября      | 4              | 4              | 2              | 10             |                |
| Всего          | Всего          | 32             | 28             | 29             | 89             |                |

## Медали по видам спорта
| Спорт                       | Золото | Серебро | Бронза | Всего |
| --------------------------- | ------ | ------- | ------ | ----- |
| Борьба                      | 6      | 2       | 1      | 9     |
| Спортивная гимнастика       | 5      | 5       | 5      | 15    |
| Легкая атлетика             | 3      | 4       | 6      | 13    |
| Фехтование                  | 3      | 0       | 1      | 4     |
| Бокс                        | 2      | 3       | 2      | 7     |
| Прыжки в воду               | 2      | 1       | 2      | 5     |
| Художественная гимнастика   | 2      | 0       | 1      | 3     |
| Прыжки на батуте            | 2      | 0       | 0      | 2     |
| Синхронное плавание         | 2      | 0       | 0      | 2     |
| Стрельба                    | 1      | 3       | 2      | 6     |
| Велоспорт                   | 1      | 1       | 2      | 4     |
| Теннис                      | 1      | 1       | 0      | 2     |
| Гандбол                     | 1      | 0       | 0      | 1     |
| Современное пятиборье       | 1      | 0       | 0      | 1     |
| Волейбол                    | 0      | 2       | 0      | 2     |
| Дзюдо                       | 0      | 1       | 2      | 3     |
| Тяжёлая атлетика            | 0      | 1       | 2      | 3     |
| Водное поло                 | 0      | 1       | 1      | 2     |
| Плавание                    | 0      | 1       | 1      | 2     |
| Гребля на байдарках и каноэ | 0      | 1       | 0      | 1     |
| Тхэквондо                   | 0      | 1       | 0      | 1     |
| Академическая гребля        | 0      | 0       | 1      | 1     |

## Многократные призёры
| Имя                 | Вид спорта            |   |   |   | Итого |
| ------------------- | --------------------- | - | - | - | ----- |
| Алексей Немов       | Спортивная гимнастика | 2 | 1 | 3 | 6     |
| Елена Замолодчикова | Спортивная гимнастика | 2 | 1 | 0 | 3     |
| Ольга Брусникина    | Синхронное плавание   | 2 | 0 | 0 | 2     |
| Мария Киселёва      | Синхронное плавание   | 2 | 0 | 0 | 2     |
| Светлана Хоркина    | Спортивная гимнастика | 1 | 2 | 0 | 3     |
| Дмитрий Саутин      | Прыжки в воду         | 1 | 1 | 2 | 4     |
| Ирина Привалова     | Лёгкая атлетика       | 1 | 0 | 1 | 2     |
| Екатерина Лобазнюк  | Спортивная гимнастика | 0 | 2 | 1 | 3     |
| Алексей Бондаренко  | Спортивная гимнастика | 0 | 1 | 1 | 2     |
| Елена Продунова     | Спортивная гимнастика | 0 | 1 | 1 | 2     |

## Состав и результаты олимпийской сборной России

### Велоспорт

#### Трековый велоспорт
Всего спортсменов — 3
После квалификации лучшие спортсмены по времени проходили в раунд на выбывание, где проводили заезды одновременно со своим соперником. Лучшие спортсмены по времени проходили в следующий раунд.
Мужчины
| Спортсмен       | Соревнование                       | Квалификация | Квалификация | 1\4 финала     | 1\2 финала     | Финал Матч за 3-е место | Место |
| Спортсмен       | Соревнование                       | Время        | Место        | Соперник Время | Соперник Время | Соперник Время          | Место |
| --------------- | ---------------------------------- | ------------ | ------------ | -------------- | -------------- | ----------------------- | ----- |
| Владимир Карпец | Индивидуальная гонка преследования | 4:31,342     | 11           |                | Не прошёл      | Не прошёл               | 11    |
| Алексей Марков  | Индивидуальная гонка преследования | 4:31,589     | 13           |                | Не прошёл      | Не прошёл               | 13    |

Победители определялись по результатам одного соревновательного дня. В гите победителей определяли по лучшему времени, показанному на определённой дистанции, а в гонке по очкам и мэдисоне по количеству набранных баллов.
Женщины
| Спортсмен      | Соревнование | Результат       | Место |
| Спортсмен      | Соревнование | Время Очки      | Место |
| -------------- | ------------ | --------------- | ----- |
| Оксана Гришина | Гит с места  | 36,169 (+2,029) | 15    |

### Дзюдо
Спортсменов — 5
Соревнования по дзюдо проводились по системе на выбывание. В утешительные раунды попадали спортсмены, проигравшие полуфиналистам турнира. Два спортсмена, одержавших победу в утешительном раунде, в поединке за бронзу сражались с проигравшими в полуфинале.
Мужчины
| Спортсмен      | Категория | 1/32               | 1/16                                | 1/8                | Четвертьфиналы     | Полуфиналы         | Первый доп. раунд                     | Утешительный четвертьфинал | Утешительный полуфинал | За 3 место Финал   | Место |
| Спортсмен      | Категория | Соперник Результат | Соперник Результат                  | Соперник Результат | Соперник Результат | Соперник Результат | Соперник Результат                    | Соперник Результат         | Соперник Результат     | Соперник Результат | Место |
| -------------- | --------- | ------------------ | ----------------------------------- | ------------------ | ------------------ | ------------------ | ------------------------------------- | -------------------------- | ---------------------- | ------------------ | ----- |
| Евгений Станев | до 60 кг  |                    | Маноло Пулот (CUB) пор. 0000 — 1001 | Не прошёл          | Не прошёл          | Не прошёл          | Айдын Смагулов (KGZ) пор. 0000 — 1010 | Не прошёл                  | Не прошёл              | Не прошёл          | 13    |

| Соревнование | Спортсмены      | Первый раунд       | Второй раунд                      | 1/8 финала                     | Четвертьфинал        | Полуфинал            | Финал                | Место |
| Соревнование | Спортсмены      | Соперник Результат | Соперник Результат                | Соперник Результат             | Соперник Результат   | Соперник Результат   | Соперник Результат   | Место |
| ------------ | --------------- | ------------------ | --------------------------------- | ------------------------------ | -------------------- | -------------------- | -------------------- | ----- |
| до 66 кг     | Ислам Мациев    | Не участвовал      | М. Риос (ARG) В 0200 — 0000       | И. Баглаев (KAZ) П 0011 — 1000 | Завершил выступление | Завершил выступление | Завершил выступление | —     |
| до 73 кг     | Виталий Макаров | Не участвовал      | Асхат Шахаров (KAZ) П 0011 — 1010 | Завершил выступление           | Завершил выступление | Завершил выступление | Завершил выступление | —     |

Женщины
| Соревнование | Спортсмены       | Первый раунд       | 1/8 финала                  | Четвертьфинал                | Полуфинал                          | Финал                         | Место |
| Соревнование | Спортсмены       | Соперник Результат | Соперник Результат          | Соперник Результат           | Соперник Результат                 | Соперник Результат            | Место |
| ------------ | ---------------- | ------------------ | --------------------------- | ---------------------------- | ---------------------------------- | ----------------------------- | ----- |
| до 48 кг     | Любовь Брулетова | Не участвовала     | В. Данн (GBR) В 1000 — 0000 | А. Савон (CUB) В 0010 — 0001 | А.-М. Граданте (GER) В 1110 — 0000 | Р. Тамура (JPN) П 0000 — 1000 | 2     |
| до 63 кг     | Анна Сараева     | Не участвовала     | Д. Галь (ITA) П 0010 — 0011 | Утешительный турнир          | Завершила выступление              | Завершила выступление         | —     |
| до 63 кг     | Анна Сараева     | Не участвовала     | Д. Галь (ITA) П 0010 — 0011 | В. Исии (BRA) П 0000 — 1011  | Завершила выступление              | Завершила выступление         | —     |

### Парусный спорт
Спортсменов — 12
Российские спортсмены участвовали в семи видах олимпийской программы. Лучший результат — шестое место.
Мужчины
| Спортсмены                       | Вид      | Гонки | Гонки | Гонки | Гонки | Гонки | Гонки | Гонки | Гонки | Гонки | Гонки | Гонки | Очки | Место |
| Спортсмены                       | Вид      | 1     | 2     | 3     | 4     | 5     | 6     | 7     | 8     | 9     | 10    | 11    | Очки | Место |
| -------------------------------- | -------- | ----- | ----- | ----- | ----- | ----- | ----- | ----- | ----- | ----- | ----- | ----- | ---- | ----- |
| Владимир Моисеев                 | Мистраль | 29    | 31    | 17    | 30    | (34)  | (32)  | 30    | 30    | 29    | 27    | 28    | 251  | 33    |
| Евгений Чернов                   | Финн     | (26)  | 15    | (24)  | 22    | 20    | 21    | 19    | 21    | 10    | 23    | 21    | 172  | 23    |
| Дмитрий Берёзкин Михаил Крутиков | 470      | 9     | 17    | 1     | 2     | 14    | (26)  | 11    | 11    | 7     | 10    | (29)  | 82   | 11    |

Женщины
| Спортсменки                          | Вид | Гонки | Гонки | Гонки | Гонки | Гонки | Гонки | Гонки | Гонки | Гонки | Гонки | Гонки | Очки | Место |
| Спортсменки                          | Вид | 1     | 2     | 3     | 4     | 5     | 6     | 7     | 8     | 9     | 10    | 11    | Очки | Место |
| ------------------------------------ | --- | ----- | ----- | ----- | ----- | ----- | ----- | ----- | ----- | ----- | ----- | ----- | ---- | ----- |
| Анна Басалкина Владислава Украинцева | 470 | 12    | (15)  | 13    | 4     | 14    | 13    | (16)  | 12    | 6     | 14    | 14    | 102  | 15    |

Открытые классы яхт
| Спортсмены                                    | Вид     | Гонки | Гонки | Гонки | Гонки | Гонки | Гонки | Гонки | Гонки | Гонки | Гонки | Гонки | Очки | Место |
| Спортсмены                                    | Вид     | 1     | 2     | 3     | 4     | 5     | 6     | 7     | 8     | 9     | 10    | 11    | Очки | Место |
| --------------------------------------------- | ------- | ----- | ----- | ----- | ----- | ----- | ----- | ----- | ----- | ----- | ----- | ----- | ---- | ----- |
| Владимир Крутских                             | Лазер   | 15    | 9     | 15    | 17    | (31)  | 12    | 19    | 24    | (29)  | 14    | 18    | 143  | 20    |
| Константин Емельянов Александр Янин           | Торнадо | 12    | (17)  | 14    | (16)  | 14    | 14    | 8     | 13    | 16    | 13    | 14    | 118  | 15    |
| Георгий Шайдуко Олег Хопёрский Андрей Кирилюк | Солинг  |       |       |       |       |       |       |       |       |       |       |       |      | 6     |

### Плавание
Спортсменов — 23
В следующий раунд на каждой дистанции проходили лучшие спортсмены по времени, независимо от места занятого в своём заплыве.
Мужчины
| Спортсмен                                                                      | Соревнование            | Предварительные заплывы | Предварительные заплывы | Полуфиналы           | Полуфиналы           | Финал                 | Финал                 |
| Спортсмен                                                                      | Соревнование            | Результат               | Место                   | Результат            | Место                | Результат             | Место                 |
| ------------------------------------------------------------------------------ | ----------------------- | ----------------------- | ----------------------- | -------------------- | -------------------- | --------------------- | --------------------- |
| Андрей Капралов                                                                | 200 м вольный стиль     | 1:49,92                 | 13                      | 1:49,04              | 10                   | Завершил выступление  | Завершил выступление  |
| Алексей Филипец                                                                | 400 м вольный стиль     | 3:52,21                 | 14                      |                      |                      | Завершил выступление  | Завершил выступление  |
| Сергей Остапчук                                                                | 100 м на спине          | 56,26                   | 18                      | Завершил выступление | Завершил выступление | Завершил выступление  | Завершил выступление  |
| Роман Слуднов                                                                  | 100 м брасс             | 1:02,15                 | 10                      | 1:01,15              | 2                    | 1:00,91               |                       |
| Дмитрий Коморников                                                             | 100 м брасс             | 1:01,87                 | 7                       | 1:01,88              | 10                   | Завершил выступление  | Завершил выступление  |
| Алексей Ковригин                                                               | 400 м комплекс          | 4:22,21                 | 17                      |                      |                      | Завершил выступление  | Завершил выступление  |
| Денис Пиманков Андрей Капралов Дмитрий Чернышёв Александр Попов Леонид Хохлов* | 4×100 м вольный стиль   | 3:19,70                 | 6                       |                      |                      | DSQ                   | -                     |
| Владислав Аминов Андрей Капралов Игорь Марченко Денис Пиманков                 | 4×100 м комбинированная | 3:40,83                 | 9                       |                      |                      | Завершили выступление | Завершили выступление |

Женщины
| Спортсменка                                                | Соревнование          | Предварительные заплывы | Предварительные заплывы | Полуфиналы | Полуфиналы | Финал     | Финал     |
| Спортсменка                                                | Соревнование          | Результат               | Место                   | Результат  | Место      | Результат | Место     |
| ---------------------------------------------------------- | --------------------- | ----------------------- | ----------------------- | ---------- | ---------- | --------- | --------- |
| Надежда Чемезова                                           | 400 м вольным стилем  | 4:10,76                 | 6                       |            |            | 4:10,37   | 5         |
| Ирина Уфимцева                                             | 400 м вольным стилем  | 4:15,41                 | 17                      |            |            | Не прошла | Не прошла |
| Наталья Сутягина                                           | 100 м баттерфляем     | 59,50                   | 10                      | 59,30      | 11         | Не прошла | Не прошла |
| Екатерина Виноградова                                      | 100 м баттерфляем     | 1:01,54                 | 31                      | Не прошла  | Не прошла  | Не прошла | Не прошла |
| Ирина Раевская                                             | 100 м на спине        | 1:04,76                 | 29                      | Не прошла  | Не прошла  | Не прошла | Не прошла |
| Ольга Бакалдина                                            | 100 м брасс           | 1:10,53                 | 17                      | Не прошла  | Не прошла  | Не прошла | Не прошла |
| Оксана Верёвка                                             | 400 м комплекс        | 4:45,07                 | 10                      |            |            | Не прошла | Не прошла |
| Любовь Юдина Марина Чепуркова Екатерина Кибало Инна Яицкая | 4×100 м вольный стиль | 3:46,79                 | 10                      |            |            | Не прошли | Не прошли |

*—участвовали только в предварительном заплыве

### Прыжки в воду
Спортсменов — 7
В индивидуальных прыжках в предварительных раундах складывались результаты квалификации и полуфинальных прыжков. По их результатам в финал проходило 12 спортсменов. В финале они начинали с результатами полуфинальных прыжков.
В синхронных прыжках спортсмены стартовали сразу с финальных прыжков
Мужчины
| Спортсмен                          | Соревнование        | Квалификация | Квалификация | Полуфинал | Полуфинал | Всего  | Финал     | Финал     | Всего  | Место |
| Спортсмен                          | Соревнование        | Очков        | Место        | Очков     | Место     | Всего  | Очков     | Место     | Всего  | Место |
| ---------------------------------- | ------------------- | ------------ | ------------ | --------- | --------- | ------ | --------- | --------- | ------ | ----- |
| Дмитрий Саутин                     | трамплин            | 444,51       | 3            | 240,24    | 1         | 684,75 | 462,96    | 3         | 703,20 |       |
| Александр Доброскок                | трамплин            | 377,34       | 17           | 221,28    | 11        | 598,62 | Не прошёл | Не прошёл | 598,62 | 13    |
| Дмитрий Саутин                     | вышка               | 444,51       | 3            | 240,24    | 1         | 684,75 | 462,96    | 3         | 703,20 |       |
| Игорь Лукашин                      | вышка               | 432,15       | 11           | 179,94    | 15        | 612,09 | 444,57    | 7         | 624,51 | 7     |
| Дмитрий Саутин Александр Доброскок | синхронный трамплин |              |              |           |           |        |           |           | 329,97 |       |
| Дмитрий Саутин Игорь Лукашин       | синхронная вышка    |              |              |           |           |        |           |           | 365,04 |       |

Женщины
| Соревнование        | Спортсмен                              | Квалификация | Квалификация | Полуфинал | Полуфинал | Всего  | Финал                 | Финал                 | Всего  | Место |
| Соревнование        | Спортсмен                              | Очков        | Место        | Очков     | Место     | Всего  | Очков                 | Место                 | Всего  | Место |
| ------------------- | -------------------------------------- | ------------ | ------------ | --------- | --------- | ------ | --------------------- | --------------------- | ------ | ----- |
| трамплин            | Юлия Пахалина                          | 316,08       | 3            | 236,43    | 4         | 552,51 | 333,99                | 4                     | 570,42 | 4     |
| трамплин            | Вера Ильина                            | 305,25       | 5            | 237,81    | 3         | 543,06 | 317,34                | 7                     | 555,15 | 6     |
| вышка               | Светлана Тимошинина                    | 309,21       | 7            | 160,47    | 15        | 469,68 | 318,42                | 5                     | 478,89 | 8     |
| вышка               | Евгения Ольшевская                     | 271,05       | 18           | 166,98    | 11        | 438,03 | Завершила выступление | Завершила выступление | 438,03 | 16    |
| синхронный трамплин | Юлия Пахалина Вера Ильина              |              |              |           |           |        |                       |                       | 332,64 | 1     |
| синхронная вышка    | Светлана Тимошинина Евгения Ольшевская |              |              |           |           |        |                       |                       | 288,30 | 6     |

### Стрельба
Спортсменов — 8
После квалификации лучшие спортсмены по очкам проходили в финал, где продолжали с очками, набранными в квалификации. В некоторых дисциплинах квалификация не проводилась. Там спортсмены выявляли сильнейшего в один раунд.
Мужчины
| Спортсмен         | Соревнование   | Квалификация | Место | Финал     | Место     | Всего | Место |
| ----------------- | -------------- | ------------ | ----- | --------- | --------- | ----- | ----- |
| Владимир Гончаров | Пистолет, 10 м | 579          | 9     | Не прошёл | Не прошёл | 579   | 9     |
| Борис Кокорев     | Пистолет, 10 м | 572          | 26    | Не прошёл | Не прошёл | 572   | 26    |
| Алексей Алипов    | Трап           | 114          | 9     | Не прошёл | Не прошёл | 114   | 9     |
| Сергей Любомиров  | Трап           | 106          | 32    | Не прошёл | Не прошёл | 106   | 32    |

Женщины
| Спортсмен         | Соревнование   | Квалификация | Место | Финал     | Место     | Всего | Место |
| ----------------- | -------------- | ------------ | ----- | --------- | --------- | ----- | ----- |
| Любовь Галкина    | Винтовка, 10 м | 395          | 2     | 101,7     | 3         | 496,7 | 4     |
| Татьяна Голдобина | Винтовка, 10 м | 389          | 32    | Не прошла | Не прошла | 389   | 32    |
| Светлана Смирнова | Пистолет, 10 м | 384          | 6     | 99,7      | 2         | 483,7 | 4     |
| Ольга Кузнецова   | Пистолет, 10 м | 386          | 4     | 96,4      | 7         | 482,4 | 7     |

### Триатлон
Спортсменов — 1
Триатлон дебютировал в программе летних Олимпийских игр. Соревнования состояли из 3 этапов — плавание (1,5 км), велоспорт (40 км), бег (10 км).
Женщины
| Соревнование      | Спортсмен      | Плавание | Велоспорт  | Бег      | Итоговое время | Место | Отставание |
| ----------------- | -------------- | -------- | ---------- | -------- | -------------- | ----- | ---------- |
| личное первенство | Нина Анисимова | 19:47,58 | 1:05:42,00 | 37:56,77 | 2:03:26,35     | 12    | +02:45,83  |

### Тяжёлая атлетика
Спортсменов — 1
В рамках соревнований по тяжёлой атлетике проводятся два упражнения — рывок и толчок. В каждом из упражнений спортсмену даётся 3 попытки, в которых он может заказать любой вес, кратный 2,5 кг. Победитель определяется по сумме двух упражнений.
Мужчины
| Спортсмен       | Категория | Вес   | Рывок | Рывок | Рывок | Толчок | Толчок | Толчок | Всего | Место |
| Спортсмен       | Категория | Вес   | 1     | 2     | 3     | 1      | 2      | 3      | Всего | Место |
| --------------- | --------- | ----- | ----- | ----- | ----- | ------ | ------ | ------ | ----- | ----- |
| Алексей Бортков | до 62 кг  | 61,82 | 130,0 | 130,0 | 130,0 | —      | —      | —      | DNF   | —     |

### Фехтование
Спортсменов — 5
В индивидуальных соревнованиях спортсмены сражаются три раунда по три минуты, либо до того момента, как один из спортсменов нанесёт 15 уколов. В командных соревнованиях поединок идёт 9 раундов по 4 минуты каждый, либо до 45 уколов. Если по окончании времени в поединке зафиксирован ничейный результат, то назначается дополнительная минута до «золотого» укола.
Мужчины
| Соревнование         | Спортсмены         | 1/32 финала        | 1/16 финала                     | 1/8 финала                     | Четвертьфиналы                    | Полуфиналы                     | Финал матч за 3-е место       | Место |
| Соревнование         | Спортсмены         | Соперник Результат | Соперник Результат              | Соперник Результат             | Соперник Результат                | Соперник Результат             | Соперник Результат            | Место |
| -------------------- | ------------------ | ------------------ | ------------------------------- | ------------------------------ | --------------------------------- | ------------------------------ | ----------------------------- | ----- |
| Индивидуальная шпага | Павел Колобков (1) | не участвовал      | Милис Лойт (EST) (33) поб. 15:9 | Ли Сан Юп (KOR) (17) поб. 15:8 | Иван Тревехо (CUB) (9) поб. 15:14 | Ли Сан Юп (KOR) (20) поб. 13:9 | Юг Обри (FRA) (22) поб. 15:12 | 1     |

Женщины
| Соревнование         | Спортсмены                                                         | 1/32 финала                             | 1/16 финала                            | 1/8 финала                               | Четвертьфиналы                          | Полуфиналы                                    | Финал матч за 3-е место                   | Место |
| Соревнование         | Спортсмены                                                         | Соперник Результат                      | Соперник Результат                     | Соперник Результат                       | Соперник Результат                      | Соперник Результат                            | Соперник Результат                        | Место |
| -------------------- | ------------------------------------------------------------------ | --------------------------------------- | -------------------------------------- | ---------------------------------------- | --------------------------------------- | --------------------------------------------- | ----------------------------------------- | ----- |
| Индивидуальная шпага | Татьяна Логунова (13)                                              | не участвовала                          | Ко Чун Сун (KOR) (20) поб. 15:9        | Софи Ламон (SUI) (29) поб. 15:8          | Валери Берлуа-Леру (FRA) (5) поб. 15:10 | Джанна Хаблютцель-Бюрки (SUI) (17) пор. 12:13 | За 3-е место                              | 4     |
| Индивидуальная шпага | Татьяна Логунова (13)                                              | не участвовала                          | Ко Чун Сун (KOR) (20) поб. 15:9        | Софи Ламон (SUI) (29) поб. 15:8          | Валери Берлуа-Леру (FRA) (5) поб. 15:10 | Джанна Хаблютцель-Бюрки (SUI) (17) пор. 12:13 | Лора Флессель-Коловиц (FRA) (2) пор. 6:15 | 4     |
| Индивидуальная шпага | Мария Мазина (7)                                                   | не участвовала                          | Карина Азнавурян (RUS) (26) поб. 15:11 | Маргарита Дзалаффи (ITA) (10) пор. 13:15 | Завершила выступление                   | Завершила выступление                         | Завершила выступление                     | 11    |
| Индивидуальная шпага | Карина Азнавурян (26)                                              | Наталья Гончарова (KAZ) (39) поб. 15:13 | Мария Мазина (RUS) (7) пор. 11:15      | Завершила выступление                    | Завершила выступление                   | Завершила выступление                         | Завершила выступление                     | 28    |
| Командная шпага      | Карина Азнавурян Татьяна Логунова Мария Мазина Оксана Ермакова (4) |                                         |                                        |                                          | Германия (5) · поб 45:43                | Венгрия (1) · пор. 45:43                      | Швейцария (3) · поб. 45:35                | 1     |